# 麦克斯韦·弗罗斯特
马克斯韦尔·亚历杭德罗·弗罗斯特（英語：Maxwell Alejandro Frost，1997年1月17日—）为美国社会活动家、政治人物及音乐家。他于2022年获民主党提名参选佛罗里达州第十国会选区联邦众议员并成功当选。在此之前，弗罗斯特曾担任“为我们的生命游行”活动的全国总监。

## 早年生活
弗罗斯特出生于1997年1月17日，他的生父为海地裔，生母为黎巴嫩裔波多黎各人。他的生母除了他以外还有其他多个子女。弗罗斯特在他还是婴儿时就被别人收养了，其养母为从事特殊教育的教师，早年通过“自由飞行”从古巴移民至美国，而他的养父则是来自堪萨斯州的音乐家。他在2021年6月又重新与其生母取得了联系。弗罗斯特曾在奥西奥拉县艺术学校就读.，不过在2022年6月又被瓦伦西亚学院录取。

## 早期生涯
早在2012年，弗罗斯特就开始参加社会活动的组织工作，当时他参与了奥巴马总统于2012年的竞选活动。此外他还加入了纽敦活动联盟，以回应桑迪胡克小学枪击案。此外他将哥伦拜恩校园事件、特雷翁·马丁命案、奥兰多夜店枪击案以及占领华尔街运动视为影响其思想发展的重要事件。此后他还曾帮助伯尼·桑德斯、希拉里·克林顿以及玛格丽特·古德进行竞选活动。在2022年以前，弗罗斯特为亲巴勒斯坦活动家，曾具有亲巴勒斯坦的政治立场。
弗罗斯特是2016年奥兰多枪击事件的亲历者，在这一事件中幸免于难。